# Фоминское (Сусанинский район)
Фоминское — деревня в Сусанинском районе Костромской области. Входит в состав Сумароковского сельского поселения.

## География
Находится в западной части Костромской области на расстоянии приблизительно 12 км на восток по прямой от районного центра поселка Сусанино недалеко от правого берега реки Шача.

## История
В XIX веке деревня относилась к Галичскому уезду Костромской губернии. В 1872 году здесь было учтено 24 двора, в 1907 году отмечено было 33 двора.

## Население
Постоянное население составляло 131 человек (1872 год), 128 (1897), 142 (1907), 19 в 2002 году (русские 100 %), 18 в 2022.